# 温井摩耶
温井 摩耶（ぬくい まや、1979年2月3日 - ）は、日本の舞台女優。演劇集団キャラメルボックス所属。神奈川県出身。身長164cm、血液型はB型。所属事務所はネヴァーランド・アーツ。
北海道苫小牧西高等学校卒業後、富良野塾を経て2000年演劇集団キャラメルボックスに入団。同期は畑中智行。
2013年1月4日に婚姻届を提出した事を発表し、第一子を出産した。

## 主な出演

### テレビドラマ
- 菜の花ラインに乗りかえて~Flowers For Another Life(2013年10月9日、NHK) - 本多圭子役(主人公の義姉)
- Eテレ・ジャッジ女子会プロレス#1 (2016年、Eテレ) - 涼子役

### ラジオ
- 青春アドベンチャー『フランケンシュタイン』 - エリザベス役
- FMラジオ「温井摩耶の落語の時間ですよ！」(かつしかFM)
- ヘウレーカ(2013年、青春アドベンチャー) - 女市民B役
- River Side Cafe#9「40歳 主婦」(2013年、TFM系) -  河合祥子役

### PV
- 図書館戦争 - 図書隊員B役

### 舞台

#### 演劇集団キャラメルボックス
太字は主演作品
- 『クローズ・ユア・アイズ』(2000年、太田瑞穂／幸代の友人)
- 『ブラック・フラッグ・ブルーズ』(2004年、アラシ) - 中村恵子とダブルキャスト
- 『スキップ』（2004年、田辺／柳井）
- 『スケッチブック・ボイジャー』(2005年、ジャコウ) - 岡田さつきとダブルキャスト
- 『あしたあなたあいたい』(2006年、枢月圭)
- 『俺たちは志士じゃない』(2006年、かえで)
- 『少年ラヂオ』(2006年、朋子)
- 『まつさをな』(2006年、千鶴)
- 『カレッジ・オブ・ザ・ウィンド』(2007年、ナミコ)
- 『嵐になるまで待って』(2008年、雪絵)
- 『君の心臓の鼓動が聞こえる場所』(2008年、亜希子)
- 『すべての風景の中にあなたがいます』(2009年、藤枝沙穂流)
- 『さよならノーチラス号』(2009年、理沙)
- 『また逢おうと竜馬は言った』(2010年、さなえ／千葉さな子)
- 『キャロリング』(2012年、田所圭子)
- 『盲目剣谺返し』(2013年、三村加世)

### 客演
- 『ここだけの話』(2008年)
- 『ガンまげ』(2008年)
- 『泣き虫なまいき石川啄木』(2010年、ハイリンド)
- 『真夜中』(2012年、ラズカルズ)
- 『ことば』(2012年)

### 吹き替え
- ビクトリアス(2012年、NHK Eテレ)
- 『私はラブ・リーガル4』#12(2014年、WOWOW)

## 参考
1. ↑  “所属事務所によるプロフィール”.  ネヴァーランド・アーツ. 2012年11月17日閲覧。
2. ↑  “いろいろと今年もよろしくお願いします。”.   温井摩耶 公式ブログ. 2013年1月12日閲覧。